# Вилхелм Ернст фон Липе-Бистерфелд
Вилхелм Ернст фон Липе-Бистерфелд (на немски: Wilhelm Ernst Graf zur Lippe-Biesterfeld) от линията Липе-Бистерфелд на фамилията Липе е граф, господар и шеф на род Липе-Бистерфелд.

## Биография
Роден е на 15 април 1777 година в дворец Хоенлимбург, Вестфалия. Той е син, четвъртото дете, на вюртембергския полковник граф Карл Ернст Казимир фон Липе-Бистерфелд (1735 – 1810) и съпругата му графиня Фердинанда Хенриета Доротея фон Бентхайм-Текленбург-Реда (1737 – 1779), дъщеря на граф Мориц Казимир I фон Бентхайм-Текленбург (1701 – 1768) и графиня Албертина Хенриета фон Изенбург-Бюдинген-Меерхолц (1703 – 1749).
След смъртта на майка му той живее с брат си Йохан Карл (1778 – 1844) при чичо си граф Фридрих Вилхелм фон Липе-Бистерфелд (1737 – 1803) и съпругата му Елизбет Йохана фон Майнертсхаген (1752 – 1811) в Кьолн. Той следва от 1797 до 1799 г. в Гьотинген.
По време на Освободителните войни той организира през 1813 г. нападение в Зибенгебирге. През 1831 г. той наследява от леля си фон Майнертсхаген имението в Оберкасел при Бон. През 1770 г. Оберкасел става резиденция на графовете и по-късните князе фон Липе-Бистерфелд.
Вилхелм Ернст фон Липе-Бистерфелд умира на 73 години на 8 януари 1840 г. в Оберкасел (днес част от Бон, Северен Рейн-Вестфалия). Погребан е на 11 януари 1840 г. в неговия мавзолей в абатството Хайстербах. Той е закупил територията още през 1820 г. и прави там английски ландшафт-парк.
Синът му Юлиус (1812 – 1884) е баща на граф Ернст фон Липе-Бистерфелд (1842 – 1904) и така прародител на нидерландската кралска фамилия. Той предизвиква, заради произхода на Модеста фон Унру (по-ниша благородничка), наследствения конфликт (Lippischen Erbfolgestreit) за трона на Княжество Липе.

## Фамилия
Вилхелм Ернст фон Липе-Бистерфелд се жени на 26 юли 1803 г. в Байройт за Доротея Кристина Модеста фон Умру (* 29 април 1781, Рюгенвалде, Померания; † 9 септември 1854, Оберкасел), дъщеря на генерал-лейтенант Карл Филип фон Унру (1731 – 1805) и Елизабет Хенриета Доротея фон Камеке (1745 – 1782). Те имат девет деца, от които седем порастват:
- Елизабет Каролина Модеста фон Липе-Бистерфелд (* 2 декември 1805, Кьолн; † 19 януари 1806, Кьолн)
- Ернестина фон Липе-Бистерфелд (* 8 август 1806, Кьолн; † 10 август 1806, Кьолн)
- Паул Карл зур Липпе-Биестерфелд (* 20 март 1808, Кьолн; † 14 декември 1836, дворец Лаубах)
- Агнес Юлиана Хенриета Ернестина фон Липе-Бистерфелд (* 13 април 1810, Кьолн; † 21 април 1887, Бреслау), омъжена I. на 26 февруари 1833 г. в Оберкасел за принц Карл Бирон фон Курландия-Вартенберг (* 13 декември 1811; † 21 март 1848), II. на 9 юли 1849 г. в Оберкасел за граф Леополд фон Цитен (* 23 май 1802, Данциг; † 19 май 1870, Бреслау)

- Юлиус Петер Херман Август фон Липе-Бистерфелд (* 2 април 1812, Оберкасел; † 17 май 1884, Баден-Баден), граф и господар на Липе-Бистерфелд (1840 – 1884), женен на 30 април 1839 г. в Кастел за графиня Аделхайд Клотилда Августа фон Кастел-Кастел (* 18 юни 1818, Кастел; † 11 юли 1900, Детмолд), внучка на граф Албрехт Фридрих Карл фон Кастел-Кастел, дъщеря на граф Фридрих Лудвиг фон Кастел-Кастел (1791 – 1875) и принцеса Емилия фон Хоенлое-Лангенбург (* 27 януари 1793; † 20 юли 1859); имат 14 деца
- Матилда фон Липе-Бистерфелд (* 28 ноември 1813, Кьолн; † 16 юли 1878, Шандау), неомъжена
- Емма фон Липе-Бистерфелд (* 17 август 1815, Оберкасел; † 10 януари 1842, Оберкасел), неомъжена
- Херман фон Липе-Бистерфелд (* 8 юни 1818, Оберкасел; † 27 май 1877, Ню Йорк), неженен
- Леополд фон Липе-Бистерфелд (* 19 януари 1821, Кьолн; † 24 декември 1872, Лойбус, Силезия), неженен